# Pasmo (czasopismo)
Pasmo – warszawski lokalny tygodnik ukazujący się od 1987 do 2011 roku, pierwsze tego typu czasopismo w powojennej Polsce. Początkowo ukazywał się tylko na Ursynowie, poruszając tematy istotne dla tej dzielnicy, a także organizując lokalne imprezy sportowe i kulturalne. Pierwszym wydawcą było Ursynowsko-Natolińskie Towarzystwo Społeczno-Kulturalne, a redaktorem naczelnym – Marek Przybylik. 
W pierwszym dziesięcioleciu XXI wieku stał gazetą lokalną południowej części Warszawy: Ursynów, Wilanów, Mokotów, Ochota, Włochy, Ursus, a także Piaseczna, Konstancina-Jeziorny, Brwinowa, Michałowic, Nadarzyna, Piastowa, Pruszkowa, Raszyna oraz Lesznowoli.
Czasopismo było jednym z dwóch głównych tematów filmu dokumentalnego W blokowisku, będącego częścią Polskiej Kroniki Filmowej 3/88. 
W 1993 roku „Pasmo” otrzymało nagrodę Prezydenta miasta stołecznego Warszawy, zaś w 2001 roku odznaczenie „Za zasługi dla Miasta Stołecznego Warszawy”.